# Relaxasen
Eine Relaxase ist ein einzelsträngiges DNA-Transesterase-Enzym, das einige Prokaryonten herstellen. Auch manche Viren können Relaxase-codierendes Erbgut enthalten. Relaxasen ermöglichen es Bakterien, Erbgut auszutauschen und damit bisher nicht vorhandene Fähigkeiten zu erwerben.

## Eigenschaften
Die Relaxase bindet Nukleinsäuren an einer bestimmten Sequenz, durchtrennt beide DNA-Stränge und leitet bei einer Konjugation einen Nukleinsäure-Strang durch einen Tunnel in das Nachbarbakterium. Der fehlende Strang wird anhand der Vorlage des vorhandenen Strangs nachgebildet. Zum Beispiel kann eine übertragene Immunität gegen Medikamente oder eine Antibiotikaresistenz anschließend von beiden Bakterien weitergegeben werden.

## Struktur
Bekannte Relaxasen sind Tyrosin-Transesterasen und Metalloenzyme. Sie verwenden ein Metallion, um die Übertragung einer Esterbindung vom DNA-Phosphodiester-Rückgrat zu einer katalytischen Tyrosinseitenkette des Enzyms zu unterstützen, was zu einem langlebigen kovalenten Phosphotyrosin-Zwischenprodukt führt. Die ersten Strukturbeschreibungen von Rep-Relaxasen erfolgten an Viren (TYLCV und AAV-5) im Jahre 2002. Diese zeigten kompakte Moleküle von fünfsträngigen, antiparallelen Beta-Blattkernen mit Alpha-Helix-Strukturen am Rand.

## Etymologie
Die Relaxase-Nomenklatur ist vielfältig. Bekannte Relaxasen unterteilt man in Rep- sowie Mob-Klassen, je nachdem ob sie der Replikation - also Erbgut-Vervielfältigung dienen oder der Mobilisierung dienen. In bakteriellen Plasmiden benennt man Mob-Class-Relaxasen mit Namen wie TraI (in Plasmid RP4), VirD2 (pTi), TrwC (R388), TraI (F-Plasmid), MobB (CloDF13) oder TrsK (pGO1).

## Relaxase-Hemmung
Berichte über die Relaxase-Hemmung durch kleine Moleküle, die Zwischenprodukte dieser enzymatischen Relaxase-Reaktion nachahmen, sind seit 2007 bekannt. Hierdurch kann man die Ausbreitung von Antibiotikaresistenzen hemmen.